# Entrada triomfal a Jerusalem

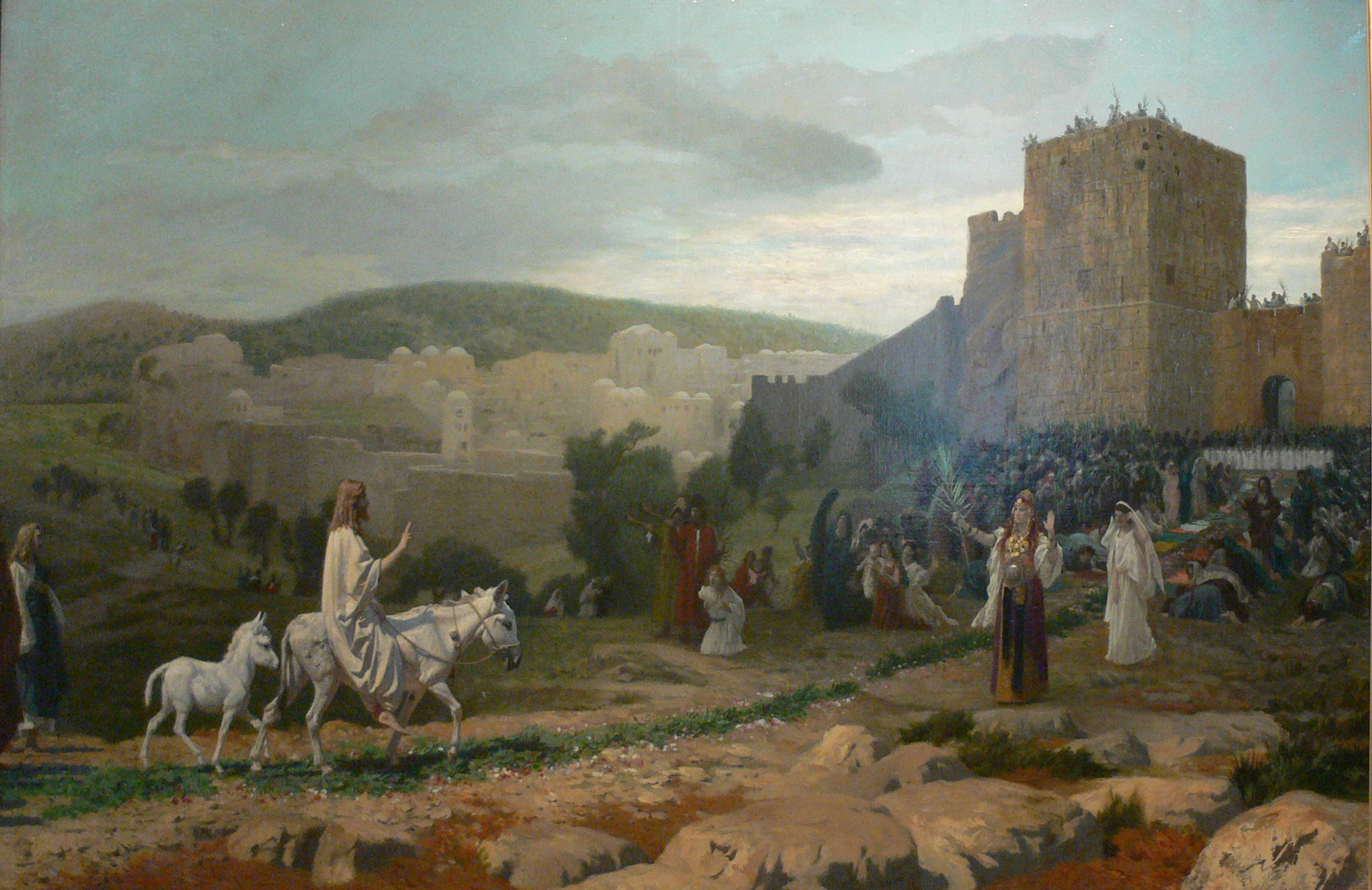
La pintura sobre Jesús 'Entrada triomfal a Jerusalem' de Jean-Léon Gérôme, 1897

L'Entrada triomfal a Jerusalem és un dels episodis de la vida de Jesús de Natzaret que s'esmenten especialment als textos dels quatre evangèlis canònics. Significa l'última entrada de Jesús de Natzaret a Jerusalem i segons els textos va tenir lloc al començament de l'última setmana de la seva vida, uns dies abans del Sant Sopar, que marca el començament de la narració de la Passió.
El dia de l'entrada a Jerusalem s'identifica com a diumenge segons Marc i Joan i com a dilluns segons Mateu, mentre que Lluc no l'identifica. Després de sortir de Betània Jesús munta un pollí a Jerusalem i la gent del camí posen capes i petites branques dels arbres al davant seu com una estora mentre canten part dels Sl 1118:25-26. Les multituds aclamen la seva entrada a Jerusalem, el que afegeix tensió entre ell i el poder establert.
En els tres evangelis sinòptics l'entrada a Jerusalem és seguida per la purificació del Temple; en ella, Jesús expulsa els mercaders, acusant-los de convertir el temple en una cova de lladres per les seves activitats comercials. Aquesta és l'única causa que porta a Jesús a utilitzar la força física al llarg de tots els relats evangèlics. Jn 2:13-16 inclou una narració similar molt abans, però entre els erudits no hi ha consens sobre si es refereix al mateix episodi. Els sinòptics inclouen paràboles i sermons que ja apareixen en altres parts dels evangelis com la Paràbola de l'ofrena de la vídua al temple (Marc 12:41-44 i Lluc 21:1-4) i la Profecia de la Parusia o segona vinguda de Crist (Mateu 24:1-31, Marc 13:1-27 i Lluc 21:5-36), però les situen una setmana més tard de l'entrada a Jerusalem.
Els sinòptics expliquen els conflictes entre Jesús i els ancians dels jueus que van tenir lloc durant la Setmana de Passió com els jueus qüestionant l'autoritat de Jesús, o les crítiques als fariseus, on Jesús els critica i els anomena hipòcrites. Judes Iscariot, un dels dotze apòstols, comparteix part dels ensenyaments dels ancians jueus i arriba a un acord amb ells quan es compromet a lliurar-los a Jesús per trenta monedes de plata.